# Zoo Bremen
Der Zoo Bremen war von 1966 bis 1974 ein Tierpark in Bremen-Oberneuland. Heute befindet sich auf dem Gelände der Achterdiekpark.
Das Gelände wurde ab 1961 vom indischen Großtierhändler George Munro eingerichtet und am 7. April 1966 als öffentlicher Zoo eröffnet.
Zum Zoo gehörte auch eine Schmalspurbahn, die von der Straße Achterdiek bis zum Eingang des Zoos führte. Ihr Nutzen blieb gering, da sie den mehrere Kilometer langen Weg von der nächsten ÖPNV-Haltestelle zum Zoo nur um wenige hundert Meter verkürzte. In geringer Entfernung zur Schmalspurbahn gab es zwar die Endstelle Neue Vahr Nord der Linie 24, jedoch war dazwischen eine unüberwindliche Autobahn. Der Betreiber des Zoos hatte erwartet, die Stadt werde hier auf eigene Kosten eine Fußgängerbrücke bauen, weil diese auch zur Verbindung einer Großsiedlung mit weiträumigen Naherholungsflächen erforderlich war. Die Stadt erwartete jedoch eine Finanzierung durch den Betreiber des Zoos.
Da die Besucherzahlen und die Einnahmen hinter den Erwartungen zurückblieben, wurde schließlich 1973 das Konkursverfahren eröffnet. Da sich kein möglicher Betreiber fand, der den Zoo hätte weiterführen können, wurden alle vorhandenen Tiere und beweglichen Anlagen verkauft. Das Gelände wurde geräumt. Die fehlende Fußgängerbrücke zur Anbindung an den ÖPNV wurde kurz darauf von der Stadt doch noch gebaut, kam für den Zoo aber jetzt zu spät.
Das Gelände verwahrloste und wurde als wilde Müllkippe benutzt, bis es eine Bürgerinitiative mit privatem Engagement wieder in Stand setzte. Der daraus entstandene Achterdiekparkverein kümmert sich bis heute um die Grünanlage. Ein Teil des Geländes ist in Privatbesitz und gehört einem Landwirt.
Der Betreiber des Zoos errichtete später eine ähnliche Anlage in Belgien. Auf seiner Website werden seine Tierhandelsaktivitäten seit 1947 beschrieben, ohne dass der Zoo Bremen erwähnt wird.
Der Schriftsteller Helmut Höge arbeitete in seiner Jugend als Tierpfleger im Bremer Zoo. Unter dem Titel Schwan im Arm veröffentlichte er 2006 in „die tageszeitung“ eine Beschreibung von Erlebnissen im Bremer Zoo.